# Przywory (województwo opolskie)

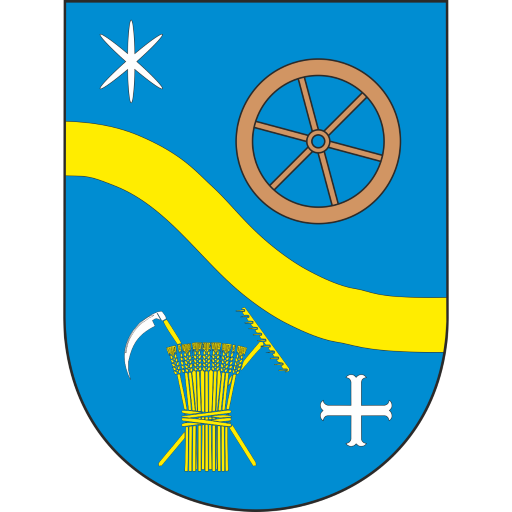
Nieoficjalny herb wsi Przywory

Przywory (dodatkowa nazwa w j. niem. Przywor) – wieś w Polsce położona w województwie opolskim, w powiecie opolskim, w gminie Tarnów Opolski.
W latach 1973–1974 miejscowość była siedzibą gminy Przywory. W latach 1975–1998 miejscowość położona była w województwie opolskim.

## Historia
Pierwsza wzmianka o wsi, należącej do szóstego beneficjum fundacji katolickiej, pochodzi z 1531 r., w 1687 r. wieś przyłączono do parafii prószkowskiej.
W 1627 żołnierze obozujący pod Opolem splądrowali młyn Mistritz (należący do Przywór) zabierając jego właścicielowi Michałowi Piechocie, posiadane przez niego pisemne przywileje. W 1630 r. cesarz Ferdynand II wznowił młynarzowi prawa sprzedając dodatkowo 1 łan roli.

## Rozwój wsi
W latach 1723–1725 wieś należała do hrabiego Tenczina. Zamieszkiwali w niej sołtys, 9 kmieci, ogrodnik i 9 chałupników. Młynarz posiadał również karczmę. W 1783 r. było we wsi 10 domów i szkoła (w 1845 r. do tej szkoły uczęszczały również dzieci z Kątów i Miedzianej); dwadzieścia lat później do katolickiej szkoły uczęszczało 108 dzieci. We wsi stały już browar, gorzelnia i kuźnia. W 1863 r. było tam 9 gospodarstw, 16 chałupników zagonowych, sklep, młyn.
Było też 2 dróżników kolejowych, gdyż linię kolejową z Opola do Kędzierzyna położono w 1845 r. W 1925 r. Przyworach było 86 domów mieszkalnych.
W maju 1936 roku zmieniono nazwę na Odertal/Oberschlesien; po kilku miesiącach, w sierpniu, po raz kolejny zmieniono nazwę na Oderfest (być może powodem był fakt, że nazwę Odertal otrzymały już Zdzieszowice).
Liczba mieszkańców w latach 1829–1939:
1829 r. – 185
1900 r. – 458
1939 r. – 847

## Znani mieszkańcy Przywór
Karol Pawleta urodził się we wsi Kamień Śląski, zamieszkał w Przyworach, pierwszy poległy II Powstania Śląskiego (zm. 22 sierpnia 1920 w Kosorowicach).